# Camponotus canescens
Camponotus canescens é uma espécie de inseto do gênero Camponotus, pertencente à família Formicidae.

## Subespécies
- C. c. antennatus
- C. c. canescens
- C. c. stomatus